# Japeň (grzbiet)

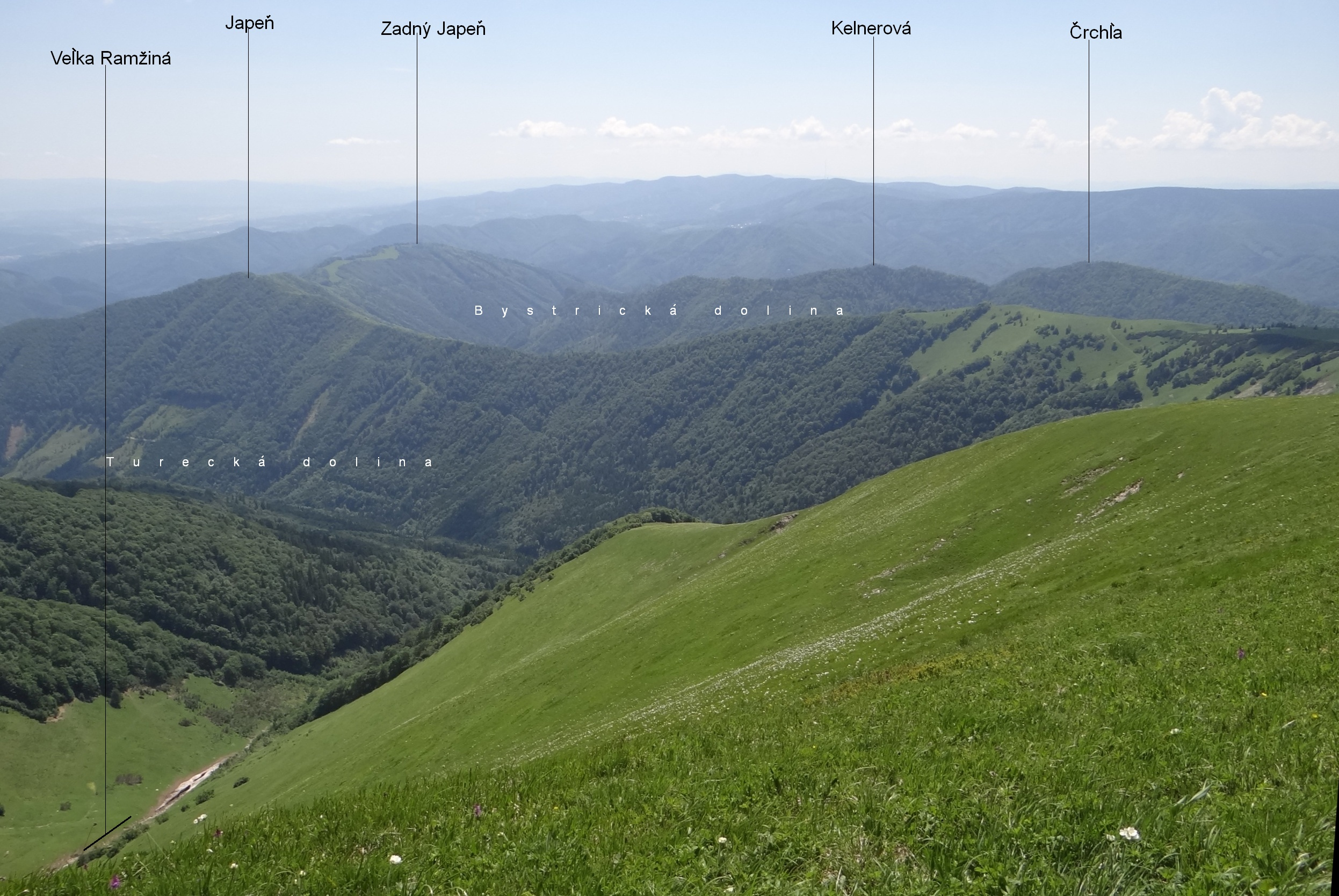
Grzbiet Japeň i szczyt Japeň

Japeň – długi grzbiet w Wielkiej Fatrze na Słowacji. Znajduje się w jej zachodniej części. Odgałęzia się od szczytu Malá Krížna i biegnie na południe, niżej zakręca na południowy wschód i biegnie do szczytu Japeň (1154 m). Na szczycie tym zmienia kierunek na południowy i biegnie do szczytu Zadný Japeň (1064 m).
Grzbiet Japeň oddziela Bystricką dolinę od dolnej części Starohorskiej doliny i jej odgałęzienia – Tureckiej doliny. Tworzy orograficznie prawe zbocza Bystrickiej doliny i lewe zbocza Tureckej doliny na całej ich długości. Grzbiet jest porośnięty lasem, ale w jego szczytowych partiach są duże trawiaste obszary będące pozostałością dawnych hal pasterskich. Obecnie grzbiet w całości znajduje się w obrębie Parku Narodowego Wielka Fatra. Prowadzą nim trzy znakowane szlaki turystyki pieszej.

## Szlaki turystyczne
Staré Hory – Japeň – Zadný Japeň – Dolný Harmanec. Suma podejść 794 m, odległość 9,3 km, czas przejścia 3,50 h, ↓ 3,50 h.
  Japeň – Úplaz. Suma podejść 270 m, odległość 3,3 km, czas przejścia 1,10 h, ↓ 1,05 h.
 Úplaz – Kráľova studňa. Odległość 3 km, suma podejść 90 m, zejść 40 m, czas przejścia 45 min, ↓ 45 min